# Normativismo
El  normativismo  es una teoría del Derecho desarrollada por Hans Kelsen, que pretende "desnudarse" de cualquier pensamiento ideológico, y que establece un sistema jurídico basado en la Jerarquía de normas.
Este normativismo jurídico reduciría el Estado a un conjunto de relaciones jurídicas: el Estado y el derecho son idénticos. El Estado es contemplado en esta teoría como un orden  idéntico al "Derecho". El Estado no quedaría resumido a un simple orden jurídico, es más que eso, no solo el orden de derecho legítimo y soberano.
Se opone a Herman Heller y su realismo jurídico, y a Schmitt y el decisionismo.